# 우산 원인
우산 원인은 호모 에렉투스의 아종으로 최근에는 사람아족이 아니라는 주장도 나왔다. 1985년 중화인민공화국의 충칭 동부, 장강 이북에 위치한 우산현에서 발견되었다. 이 발견은 어떤 호모 에렉투스들은 아마도 아시아에서 진화했을 것이라는 주장을 뒷받침해 주는 것으로도 생각된다.

## 같이 보기
- 란톈 원인
- 베이징 원인
- 톈위안인
- 위안머우 원인